# Deborah Ann Woll
Deborah Ann Woll (Brooklyn, 7 februari 1985) is een Amerikaanse actrice.

## Carrière
Deborah Ann Woll groeide op in Brooklyn (New York) en studeerde onder meer aan de University of Southern California. Haar carrière als actrice begon in 2007 met een gastrol in de televisieserie Life. Haar eerste grote rol kwam een jaar later, toen ze deel ging uitmaken van de cast van de HBO-televisieserie True Blood, waarin ze de rol van de vampier Jessica Hamby op zich nam. Filmrollen had ze onder meer in Mother's Day en Little Murder, en ze speelde aan de zijde van Bruce Willis in Catch .44.

## Filmografie

### Film
- 2008: La Cachette, als Sarah
- 2010: Mother's Day, als Lydia Koffin
- 2011: Little Murder, als Molly
- 2011: Seven Days in Utopia, als Sarah
- 2011: Someday This Pain Will Be Useful to You, als Gillian Sveck
- 2011: Catch .44, als Dawn
- 2012: Ruby Sparks, als Lila
- 2013: Highland Park, als Lilly
- 2014: Meet Me in Montenegro, als Wendy
- 2015: The Automatic Hate, als Cassie
- 2015: Forever, als Alice
- 2018: Silver Lake, als Mary
- 2019: Stucco, als bezorger
- 2019: Escape Room, Amanda Harper
- 2021: Escape Room: Tournament of Champions, als Amanda Harper
- 2021: Ida Red, als Jeanie Walker
- 2022: Willing to Go There, as Margaret
- 2024: Queen of the Ring, als Gladys Gillem

### Televisie
- 2007: Life, als Nancy Wiscinski
- 2008: Aces 'N' Eights, als bange vrouw
- 2008: ER, als Aurora Quill
- 2008: CSI: Crime Scene Investigation, als Stephane
- 2008: My Name Is Earl, als Greta
- 2008: The Mentalist, als Kerry Sheehan
- 2008-2014: True Blood, als Jessica Hamby
- 2009: Law & Order: Special Victims Unit, als Lily Milton
- 2013: Axe Cop, als beste fee (stemrol)
- 2015-2018: Daredevil, als Karen Page
- 2017: The Defenders, als Karen Page
- 2017-2019: The Punisher, als Karen Page
- 2023: Quantum Leap, als Carly Farmer
- 2025-heden Daredevil: Born Again, als Karen Page